# Patsyella acanthodes
Patsyella acanthodes is een mosdiertjessoort uit de familie van de Chaperiidae. De wetenschappelijke naam van de soort is voor het eerst geldig gepubliceerd in 1982 door Gordon.